# País desenvolvido

Classificação dos países de acordo com o FMI e ONU em 2022.
Países desenvolvidos
Países em desenvolvimento
Países menos desenvolvidos
Sem dados

Países classificados com Índice de Desenvolvimento Humano (2020) "muito alto"

A expressão país desenvolvido é utilizada para descrever os países que têm alto nível de desenvolvimento econômico e social, tomando como base alguns critérios. Quais critérios devem ser utilizados e quais países podem ser classificados como "desenvolvidos" são questões controversas e há um debate feroz sobre isso. Critérios econômicos têm vindo à dominar as discussões. Um dos critérios utilizados é a renda per capita e o valor do produto interno bruto per capita de cada país. Outro critério econômico é a industrialização. Os países onde os setores terciário e quaternário da indústria predominam na economia são considerados desenvolvidos. Mais recentemente, uma outra medida, o Índice de Desenvolvimento Humano (IDH), começou a ser utilizado. O IDH mede três dimensões: riqueza, educação e esperança média de vida e é uma maneira padronizada de avaliação e medida do bem-estar de uma determinada população. Os países desenvolvidos geralmente são os que apresentam IDH elevado. Países que não entram em tais definições são classificados como países em desenvolvimento ou subdesenvolvidos.
Termos semelhantes a "países desenvolvidos" incluem países avançados, países industrializados, países mais desenvolvidos (PMD), países mais economicamente desenvolvidos (PMED), país de primeiro mundo e país pós-industrial. O termo "país industrializado" pode ser um pouco ambíguo, visto que a industrialização é um processo contínuo e difícil de ser definido. O termo PMED é utilizado pelos geógrafos modernos para descrever especificamente o estatuto dos países referidos como economicamente mais desenvolvidos. O primeiro país industrializado foi o Reino Unido, seguido pela Bélgica, Alemanha, Estados Unidos, França e outros países da Europa Ocidental. Segundo alguns economistas, como Jeffrey Sachs, no entanto, o fosso existente entre países desenvolvidos e em desenvolvimento é basicamente um fenômeno do século XX.

## Definição
Kofi Annan, antigo Secretário-Geral das Nações Unidas, definiu um país desenvolvido como segue: 
| “ | Um país desenvolvido é aquele que permite que todos os cidadãos desfrutem de uma vida livre e saudável em um ambiente seguro. | ” |

Mas, de acordo com o Divisão Estatística das Nações Unidas:
| “ | Não há nenhuma convenção estabelecida para a designação de países ou áreas "desenvolvidas" e/ou "em desenvolvimento" no sistema das Nações Unidas. | ” |

E observa que:
| “ | As designações "desenvolvido" e "em desenvolvimento" são destinadas a conveniência estatística e não necessariamente expressam um juízo sobre o estágio alcançado por um determinado país ou região no processo de desenvolvimento. | ” |

A Organização das Nações Unidas também diz:
| “ | Na prática comum Japão e Coreia do Sul na Ásia, Canadá e Estados Unidos na América do Norte, Austrália e Nova Zelândia na Oceania e a maioria dos países europeus são considerados áreas "desenvolvidas". Nas estatísticas do comércio internacional, o União Aduaneira da África Austral também é tratada como uma região desenvolvida e Israel como um país desenvolvido, os países emergentes da antiga Iugoslávia são tratados como países em desenvolvimento e os países da Europa Oriental e da Comunidade de Estados Independentes (código 172) na Europa não estão incluídos nem no grupo das regiões desenvolvidas e nem das em desenvolvimento. | ” |

Segundo a classificação do Fundo Monetário Internacional de antes de abril de 2004, todos os países da Europa Oriental (incluindo países da Europa Central que ainda pertencem ao grupo da Europa Oriental nas instituições das Nações Unidas), bem como os países da antiga União Soviética (URSS), da Ásia Central (Cazaquistão, Uzbequistão, Quirguistão, Tajiquistão e Turquemenistão) e a Mongólia, não foram incluídos em qualquer definição de "desenvolvidos" ou "em desenvolvimento", mas foram referidos como "países em transição", porém são agora amplamente considerados (nos relatórios internacionais) como "países em desenvolvimento". No século XXI, os originais quatro "tigres asiáticos" (que são Hong Kong, Taiwan, Singapura e Coreia do Sul) são consideradas áreas ou regiões "desenvolvidas", juntamente com Chipre, República Checa, Israel, Malta, Eslováquia e Eslovênia.

## Índice de Desenvolvimento Humano
| acima de 0,900 0,850–0,899 0,800–0,849 0,750–0,799 0,700–0,749 | 0,650–0,699 0,600–0,649 0,550–0,599 0,500–0,549 0,450–0,499 | 0,400–0,449 abaixo de 0,399 Sem dados |

Mapa-múndi indicando o Índice de Desenvolvimento Humano (baseado em dados de 2019, publicados em 2020).

O Índice de Desenvolvimento Humano (IDH) da Organização das Nações Unidas (ONU) é uma medida estatística que mede o nível de desenvolvimento humano de um país. É uma medida comparativa que engloba três dimensões: riqueza, educação e esperança média de vida e é uma maneira padronizada de avaliação e medida do bem-estar de uma população. Embora haja uma forte correlação entre ter um IDH elevado e uma economia próspera, a ONU aponta que as estimativas do IDH medem mais o rendimento ou produtividade. Ao contrário do PIB per capita ou rendimento per capita, o IDH leva em conta como a renda está ligada "a oportunidades de educação e saúde e, portanto, a níveis mais elevados de desenvolvimento humano."
Todo ano, os países membros da ONU são classificados de acordo com essas medidas. Desde 1980, a Noruega (2001-2006, 2009 e 2010), o Japão (1990-91 e 1993), o Canadá (1992 e 1994-2000) e a Islândia (2007-08) foram os países que alcançaram o topo da lista, com o maior IDH. O top 42 países têm valores que variam de 0,788, em Barbados, a 0,938, na Noruega.
Muitos países classificados pelo Fundo Monetário Internacional ou pela CIA como "avançados" (em 2009), possuem um IDH maior que 0,788 (em 2010). Muitos países que possuem um IDH de 0,788 ou mais (a partir de 2010), também são listadas pelo FMI ou pela CIA, como "avançado" (em 2009). Assim, muitas "economias avançadas" (em 2009) são caracterizados por um IDH de 0,9 ou superior (em 2007).

### Desenvolvimento humano muito alto
| Posição                                  | Posição                                       | País                   | IDH                                      | IDH                                           |
| Estimativas de 2019 (publicadas em 2020) | Mudança em relação ao ranking do ano anterior | País                   | Estimativas de 2019 (publicadas em 2020) | Mudança em relação ao ranking do ano anterior |
| ---------------------------------------- | --------------------------------------------- | ---------------------- | ---------------------------------------- | --------------------------------------------- |
| 1                                        | Estável                                       | Noruega                | 0,957                                    | 0,003                                         |
| 2                                        | (1)                                           | Irlanda                | 0,955                                    | 0,013                                         |
| 2                                        | Estável                                       | Suíça                  | 0,955                                    | 0,009                                         |
| 4                                        | Estável                                       | Hong Kong              | 0,949                                    | 0,010                                         |
| 4                                        | (2)                                           | Islândia               | 0,949                                    | 0,011                                         |
| 6                                        | (2)                                           | Alemanha               | 0,947                                    | 0,008                                         |
| 7                                        | (1)                                           | Suécia                 | 0,945                                    | 0,008                                         |
| 8                                        | (2)                                           | Austrália              | 0,944                                    | 0,006                                         |
| 8                                        | (2)                                           | Países Baixos          | 0,944                                    | 0,011                                         |
| 10                                       | (1)                                           | Dinamarca              | 0,940                                    | 0,010                                         |
| 11                                       | (1)                                           | Finlândia              | 0,938                                    | 0,013                                         |
| 11                                       | (2)                                           | Singapura              | 0,938                                    | 0,003                                         |
| 13                                       | (2)                                           | Reino Unido            | 0,932                                    | 0,012                                         |
| 14                                       | (3)                                           | Bélgica                | 0,931                                    | 0,012                                         |
| 14                                       | Estável                                       | Nova Zelândia          | 0,931                                    | 0,010                                         |
| 16                                       | (3)                                           | Canadá                 | 0,929                                    | 0,007                                         |
| 17                                       | (2)                                           | Estados Unidos         | 0,926                                    | 0,006                                         |
| 18                                       | (2)                                           | Áustria                | 0,922                                    | 0,008                                         |
| 19                                       | (3)                                           | Israel                 | 0,919                                    | 0,013                                         |
| 19                                       | Estável                                       | Japão                  | 0,919                                    | 0,004                                         |
| 19                                       | (1)                                           | Liechtenstein          | 0,919                                    | 0,002                                         |
| 22                                       | (2)                                           | Eslovênia              | 0,917                                    | 0,015                                         |
| 23                                       | (1)                                           | Coreia do Sul          | 0,916                                    | 0,010                                         |
| 23                                       | (2)                                           | Luxemburgo             | 0,916                                    | 0,007                                         |
| 25                                       | Estável                                       | Espanha                | 0,904                                    | 0,011                                         |
| 26                                       | Estável                                       | França                 | 0,901                                    | 0,010                                         |
| 27                                       | (1)                                           | Chéquia                | 0,900                                    | 0,009                                         |
| 28                                       | Estável                                       | Malta                  | 0,895                                    | 0,010                                         |
| 29                                       | (1)                                           | Estônia                | 0,892                                    | 0,010                                         |
| 29                                       | Estável                                       | Itália                 | 0,892                                    | 0,009                                         |
| 31                                       | (4)                                           | Emirados Árabes Unidos | 0,890                                    | 0,024                                         |
| 32                                       | Estável                                       | Grécia                 | 0,888                                    | 0,016                                         |
| 33                                       | (2)                                           | Chipre                 | 0,887                                    | 0,014                                         |

| Posição                                  | Posição                                       | País           | IDH                                      | IDH                                           |
| Estimativas de 2019 (publicadas em 2020) | Mudança em relação ao ranking do ano anterior | País           | Estimativas de 2019 (publicadas em 2020) | Mudança em relação ao ranking do ano anterior |
| ---------------------------------------- | --------------------------------------------- | -------------- | ---------------------------------------- | --------------------------------------------- |
| 34                                       | (1)                                           | Lituânia       | 0,882                                    | 0,013                                         |
| 35                                       | (3)                                           | Polônia        | 0,880                                    | 0,008                                         |
| 36                                       | Estável                                       | Andorra        | 0,868                                    | 0,011                                         |
| 37                                       | (2)                                           | Letónia        | 0,866                                    | 0,012                                         |
| 38                                       | (2)                                           | Portugal       | 0,864                                    | 0,014                                         |
| 39                                       | (3)                                           | Eslováquia     | 0,860                                    | Estável                                       |
| 40                                       | (3)                                           | Hungria        | 0,854                                    | 0,009                                         |
| 40                                       | (4)                                           | Arábia Saudita | 0,854                                    | 0,003                                         |
| 42                                       | (3)                                           | Bahrain        | 0,852                                    | 0,014                                         |
| 43                                       | (1)                                           | Chile          | 0,851                                    | 0,004                                         |
| 43                                       | (3)                                           | Croácia        | 0,851                                    | 0,014                                         |
| 45                                       | (4)                                           | Qatar          | 0,848                                    | Estável                                       |
| 46                                       | (2)                                           | Argentina      | 0,845                                    | 0,015                                         |
| 47                                       | (4)                                           | Brunei         | 0,838                                    | 0,007                                         |
| 48                                       | (3)                                           | Montenegro     | 0,829                                    | 0,013                                         |
| 49                                       | (3)                                           | Romênia        | 0,828                                    | 0,012                                         |
| 50                                       | (5)                                           | Palau          | 0,826                                    | 0,012                                         |
| 51                                       | (1)                                           | Cazaquistão    | 0,825                                    | 0,008                                         |
| 52                                       | (3)                                           | Rússia         | 0,824                                    | Estável                                       |
| 53                                       | (3)                                           | Bielorrússia   | 0,823                                    | 0,006                                         |
| 54                                       | (5)                                           | Turquia        | 0,820                                    | 0,014                                         |
| 55                                       | (2)                                           | Uruguai        | 0,817                                    | 0,009                                         |
| 56                                       | (4)                                           | Bulgária       | 0,816                                    | Estável                                       |
| 57                                       | (10)                                          | Panamá         | 0,815                                    | 0,020                                         |
| 58                                       | (2)                                           | Bahamas        | 0,814                                    | 0,009                                         |
| 58                                       | (2)                                           | Barbados       | 0,814                                    | 0,001                                         |
| 60                                       | (13)                                          | Omã            | 0,813                                    | 0,021                                         |
| 61                                       | (9)                                           | Geórgia        | 0,812                                    | 0,026                                         |
| 62                                       | (6)                                           | Costa Rica     | 0,810                                    | 0,016                                         |
| 62                                       | (1)                                           | Malásia        | 0,810                                    | 0,002                                         |
| 64                                       | (7)                                           | Kuwait         | 0,806                                    | 0,001                                         |
| 64                                       | (1)                                           | Sérvia         | 0,806                                    | 0,007                                         |
| 66                                       | Estável                                       | Maurício       | 0,804                                    | 0,008                                         |

## Outras classificações

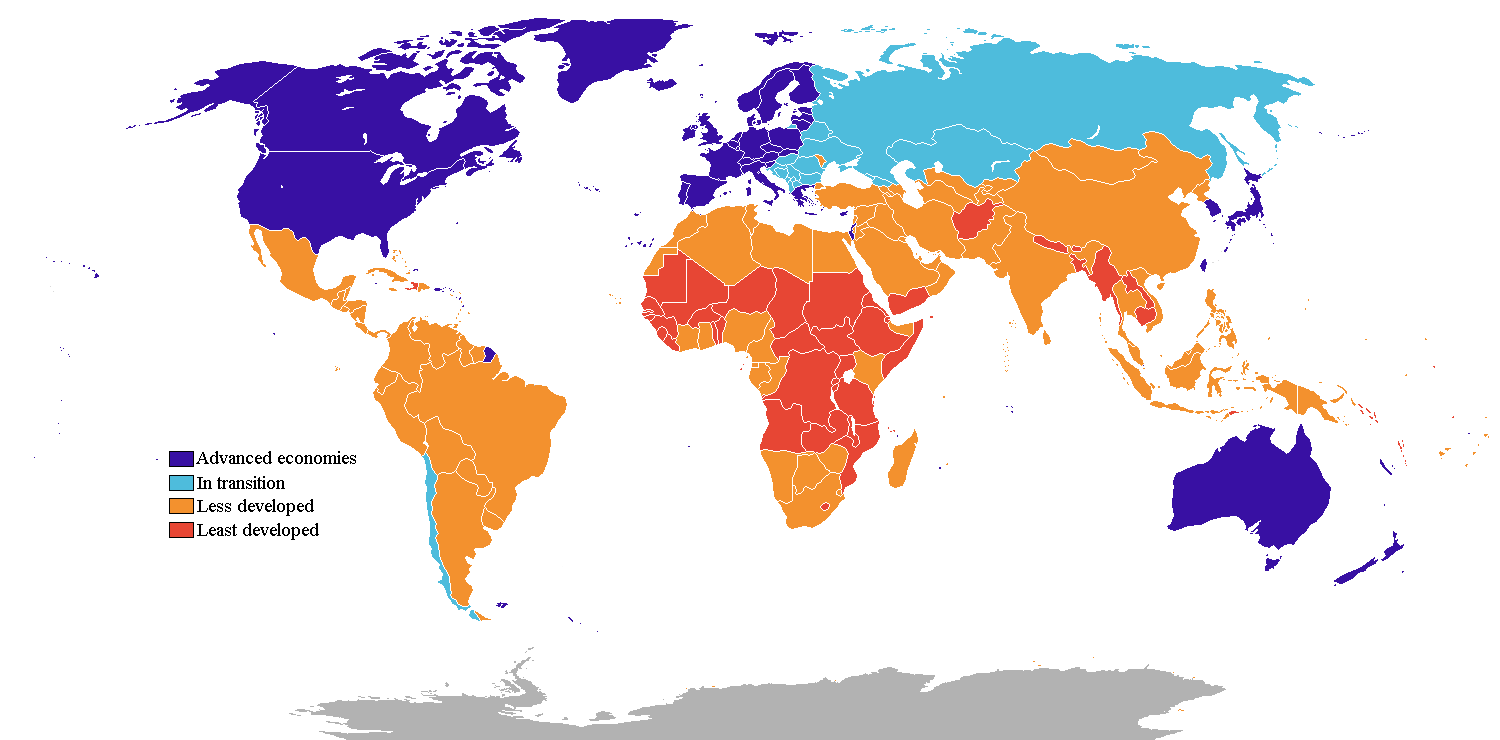
Países considerados economias avançadas e desenvolvidas pelo CIA World Factbook (2019).

Apenas três instituições produziram listas de "países desenvolvidos". As três instituições e suas listas são a lista das Organização das Nações Unidas (mostrada acima), a lista da CIA e uma lista do Grupo FTSE, cuja lista não está incluída, pois sua associação de países desenvolvidos com países com rendimentos elevados e mercados desenvolvidos não é considerada tão diretamente relevante aqui.
No entanto muitas instituições criaram listas que às vezes são usadas discute-se quais são os países desenvolvidos. O FMI identifica 36 "economias avançadas", a OCDE, também conhecida como o "clube dos países desenvolvidos tem 30 membros. O Banco Mundial identifica 66 "países de renda elevada ". Os critérios para a utilização de todas essas listas e para a inclusão dos países sobre essas listas são frequentemente mal definidos e várias dessas listas são baseadas em dados antigos.

### Fundo Monetário Internacional

Legenda|#000080|Países considerados desenvolvidos pelo Fundo Monetário Internacional em 2017

De acordo com o Fundo Monetário Internacional, os seguintes 39 países e regiões são classificados como "economias avançadas" em 2017:
- Alemanha
- Austrália
- Áustria
- Bélgica
- Canadá
- Chipre
- Coreia do Sul
- Dinamarca
- Eslováquia
- Eslovénia
- Espanha
- Estados Unidos
- Estónia
- Finlândia
- França
- Grécia
- Hong Kong
- Islândia
- Irlanda
- Israel
- Itália
- Japão
- Letónia
- Lituânia
- Luxemburgo
- Macau
- Malta
- Nova Zelândia
- Noruega
- Países Baixos
- Portugal
- Porto Rico
- Reino Unido
- Chéquia
- San Marino[22]
- Singapura
- Suécia
- Suíça
- Taiwan

A CIA tem uma versão modificada de uma antiga versão da lista do FMI de "Economias Avançadas". A lista da CIA "presumivelmente também abrange" alguns países menores. São eles:
| • Andorra | • Bermudas | • Ilhas Faroe | • Liechtenstein | • Mónaco | • Vaticano |

### Banco Mundial
De acordo com o Banco Mundial, há 80 "economias de alta renda" no mundo. EM parênteses o(s) ano(s) em que o país recebeu tal classificação.
- Andorra (1990–)
- Antígua e Barbuda (2002, 2005–08, 2012–)
- Argentina (2014–)
- Aruba (1987–90, 1994–)
- Austrália (1987–)
- Áustria (1987–)
- Bahamas (1987–)
- Bahrein (1987–89, 2001–)

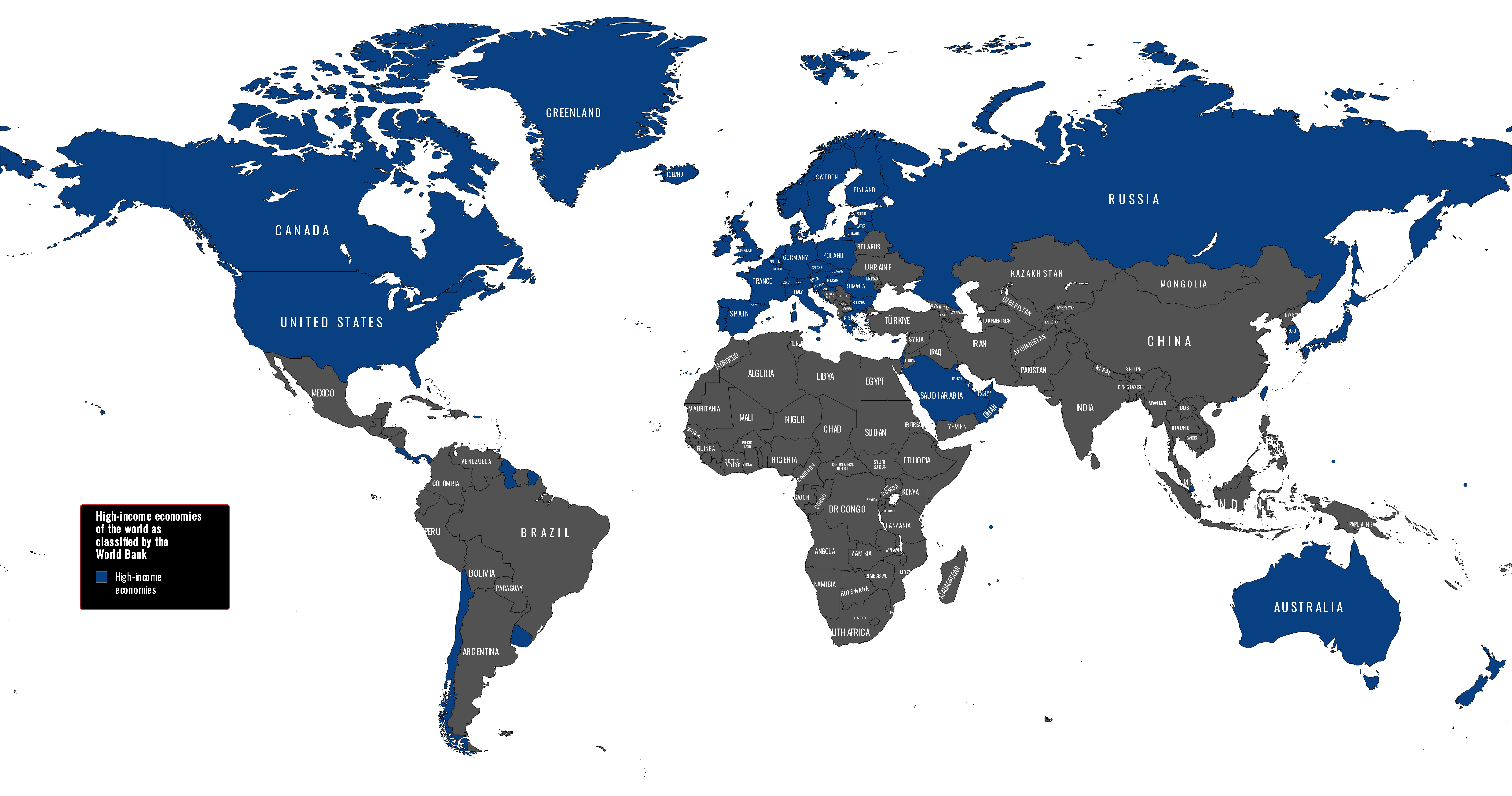
Economias desenvolvidas de acordo com o Banco Mundial (2023)

- Barbados (1989, 2000, 2002, 2006–)
- Bélgica (1987–)
- Bermudas (1987–)
- Brunei (1987, 1990–)
- Canadá (1987–)
- Ilhas Cayman (1993–)
- Channel Islands (1987–)
- Chile (2012–)
- Croácia (2008–)
- Curaçao (1994–)b
- Chipre (1988–)
- República Checa (2006–)
- Dinamarca (1987–)
- Estônia (2006–)
- Ilhas Faroé (1987–)
- Finlândia (1987–)
- França (1987–)
- Polinésia Francesa (1990–)
- Alemanha (1987–)
- Grécia (1996–)
- Groenlândia (1987–)
- Guam (1987–89, 1995–)
- Hong Kong (1987–)
- Hungria (2007–11, 2014–)
- Islândia (1987–)
- Irlanda (1987–)
- Ilha de Man (1987–89, 2002–)
- Israel (1987–)
- Itália (1987–)
- Japão (1987–)
- Coréia do Sul (1995–97, 2001–)
- Kuwait (1987–)
- Letônia (2009, 2012–)
- Liechtenstein (1994–)
- Lituânia (2012–)
- Luxemburgo (1987–)
- Macao (1994–)
- Malta (1989, 1998, 2000, 2002–)
- Maurícia (2019–)
- Mônaco (1994–)
- Nauru (2015, 2019–)
- Países Baixos (1987–)
- Nova Caledônia (1995–)
- Nova Zelândia (1987–)
- Ilhas Marianas do Norte (1995–2001, 2007–)
- Noruega (1987–)
- Oman (2007–)
- Panama (2017–)
- Polônia (2009–)
- Portugal (1994–)
- Porto Rico (1989, 2002–)
- Qatar (1987–)
- Romênia (2019–)
- Rússia (2012-2014, 2023-)
- São Cristóvão e Nevis (2012–)
- São Martinho (2010–)
- San Marino (1991–93, 2000–)
- Arábia Saudita (1987–89, 2004–)
- Seychelles (2014–)
- Singapura (1987–)
- Sint Maarten (1994–)b
- Eslováquia (2007–)
- Eslovênia (1997–)
- Espanha (1987–)
- Suécia (1987–)
- Suíça (1987–)
- Taiwan (1987–)
- Trinidad e Tobago (2006–)
- Ilhas Turcas e Caicos (2009–)
- Emirados Árabes Unidos (1987–)
- Reino Unido (1987–)
- Estados Unidos (1987–)
- Uruguai (2012–)
- Ilhas Virgens Americanas (1987–)

### Membros do Comitê de Ajuda ao Desenvolvimento da OCDE

Membros da OCDE e do Comitê de Ajuda ao Desenvolvimento.

Existem 24 membros - 23 países membros da OCDE e da Comissão Europeia - no Comitê de Ajuda ao Desenvolvimento (CAD), um grupo de países do mundo, principal doador que discute questões relacionadas a ajuda ao desenvolvimento e a redução da pobreza nos países em desenvolvimento. Em 2010, os países membros da OCDE a seguir eram membros do CAD:
17 países na Europa:
- Áustria
- Bélgica
- Dinamarca
- Finlândia
- França
- Alemanha
- Grécia
- Irlanda
- Itália
- Luxemburgo
- Países Baixos
- Noruega
- Portugal
- Espanha
- Suécia
- Suíça
- Reino Unido

2 países na Ásia:
- Japão
- Coreia do Sul

2 países na América do Norte:
- Canadá
- Estados Unidos

2 países na Oceania:
- Austrália
- Nova Zelândia